# Уличка (річка)
Уличка — річка в Україні, у межах Шосткинського району Сумської області. Права притока Знобівки (басейн Дніпра).

## Опис
Довжина 37 км, площа водозбірного басейну 220 км².  Заплава заболочена, місцями меліорована, зайнята викошуваною лучною рослинністю. Річище завширшки 3—7 м, завглибшки 0,5—1,2 м, швидкість течії 0,2 м/с. Річище місцями зарегульоване. 

## Розташування
Уличка бере початок на північний захід від міста Середина-Буда, в урочищі  Липовий ріг. Тече спершу переважно на північний захід, від села Стара Гута — на захід. Впадає до Знобівки на північ від села Зноб-Трубчевська. У верхів'ї впродовж кількох кілометрів слугує кордоном з Російською Федерацією.
- Уличка — найпівнічніша річка України.

## Природа
80% відсотків площі сточища річки вкрито переважно сосновими (75%) лісами, березняками (20%) та дубравами (3%). Поширені евтрофні болота в улоговинах стоку. Доля мезо- та оліготрофних боліт становить 15% загальної площі. Лучна рослинність заплави річки представлена торф'янистими луками.

## Населені пункти
Над річкою розташовані такі села (від витоків до гирла): Хлібороб, Винторівка, Уліца (рос.), Полянка†, Гаврилова Слобода, Нова Гута, Стара Гута, Василівка, Білоусівка†, Улиця.